# Provisorischer Steuerbezug
Von Provisorischem Steuerbezug spricht die Schweizer Steuergesetzgebung, wenn es darum geht, Steuer-Ausstände einzuziehen, bei denen noch keine Steuerveranlagung vorliegt.
Das Bundesgesetz über die direkte Bundessteuer z. B. legt in Artikel 162 fest, dass die Steuer im Normalfall gemäss Veranlagung bezogen wird (siehe Steuerbezug). Es kommt aber nicht selten vor, dass die Steuerbehörden mit der Veranlagung der Steuerpflichtigen im Rückstand liegen. Da die Politik aus Einspar-Gründen vielfach zusätzliches Verwaltungs-Personal verweigert oder plafoniert, bleibt im Interesse relativ kontinuierlicher Staatseinnahmen nicht viel anderes übrig, als die Steuern zu beziehen, bevor eine definitive Veranlagung überhaupt vorliegt. Dies kann gem. dem erwähnten Art. 162 entweder anhand der von den Steuerpflichtigen eingereichten, aber von der Behörde noch nicht kontrollierten („veranlagten“) Steuererklärung erfolgen oder es kann gemäss der „letzten Veranlagung“, also in aller Regel derjenigen des vorangegangenen Steuerjahres, geschehen. Der Differenz-Betrag zwischen dem provisorischen Vorbezug und dem definitiv geschuldeten Steuerbetrag wird dann in der Regel verzinst: Je nachdem, ob zu viel oder zu wenig Steuern vorausbezahlt wurden, erhält der oder die Pflichtige von der Steuerbehörde einen Zins, oder umgekehrt die Steuerbehörde von der Gegenseite.
Ähnliche Regelungen liegen auch in den meisten Kantonen und Gemeinden vor.